# Kwinana Freeway
Der Kwinana Freeway ist eine Stadtautobahn im Südwesten des australischen Bundesstaates Western Australia. Er verbindet den Mitchell Freeway im Stadtzentrum von Perth mit der Pinjarra Road zwischen den Städten Mandurah und Pinjarra und dem Forrest Highway.
Im Stadtzentrum von Perth beträgt die Geschwindigkeitsbeschränkung 80 km/h. Danach steigt sie auf 100 km/h und an der Lakes Road auf 110 km/h. Die Mindestgeschwindigkeit liegt, wie auf allen Freeways in Western Australia, jeweils 20 km/h unterhalb der zulässigen Höchstgeschwindigkeit, soweit die Straßenverhältnisse dies erlauben. Der Kwinana Freeway bildet den mittleren Abschnitt der Staatsstraße 2 (S2), wobei der nördliche vom Mitchell Freeway und der südliche vom Forrest Highway gebildet werden. Auf einem 4 km langen Streckenabschnitt, zwischen Canning Highway (S6) und Leach Highway (S7) trägt die Autobahn zusätzlich die Bezeichnung Route 1 (R1).
Auf dem Kwinana Freeway sind die unterschiedlichen Fahrtrichtungen durchgehend durch einen Mittelstreifen getrennt. Vom Beginn des Freeway im Norden bis zur Mill Point Road stehen 5 Fahrstreifen in jeder Richtung zur Verfügung und dann 3–4 Fahrstreifen bis zum Leach Highway. Südlich davon sind es dann jeweils 2 Fahrstreifen, wobei die Unterführungen und Brücken auf spätere Verbreiterung bereits ausgelegt sind. Der Kwinana Freeway bildet die Grenze vieler Stadtviertel im Süden von Perth. Zwischen dem Stadtzentrum von Perth und dem Vorort Mandogalup verläuft die Eisenbahnstrecke nach Mandurah auf dem Mittelstreifen der Autobahn. Im Mandogalup biegt die Eisenbahnlinie nach Westen zum Hafen Rockingham ab.

## Geschichte
Der erste Abschnitt des heutigen Kwinana Freeway wurde 1959 fertiggestellt. Er führte als Autobahn über die neue Narrows Bridge bis zum Canning Highway und die Geschwindigkeitsbeschränkung betrug 50 mph (80 km/h). In den 1970er-Jahren wurde dieser Abschnitt auf Freeway-Standard ausgebaut. Die Judd Street Bridge wurde 1976 eröffnet und der Autobahnanschluss an den Canning Highway erfolgte 1979.
Zwischen 1979 und 1982 entstand eine Verlängerung um 7 km nach Süden über den Leach Highway hinaus bis zur South Street (S13). Dieser Abschnitt beinhaltet auch die Mount Henry Bridge über den Canning River, die mit 660 m die längste Straßenbrücke Western Australias ist. Der dritte Bauabschnitt, der 1991 eröffnet wurde, war eine Verlängerung nach Süden um weitere 9 km bis zur Forrest Road (heute: Armadale Road / Beeliar Drive).

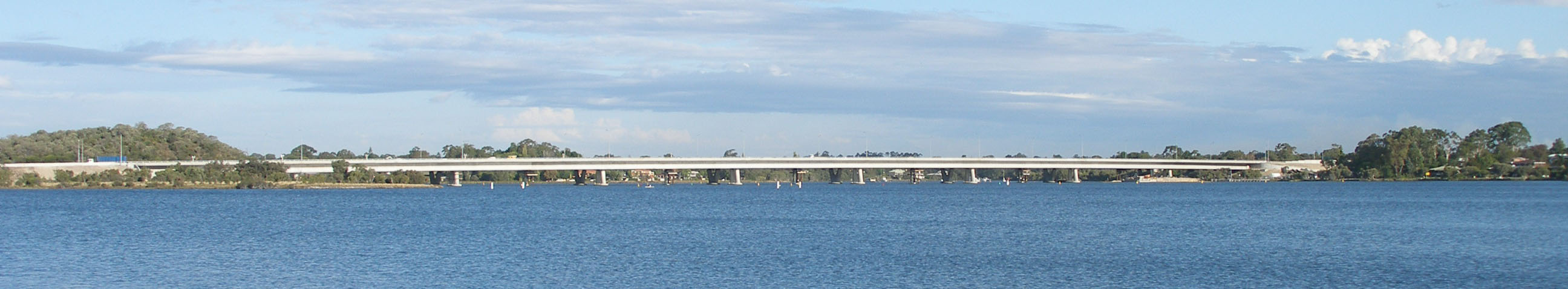
Mount Henry Bridge

Der vierte Bauabschnitt – 1994 eröffnet – brachte den Freeway näher an Rockingham heran und erschloss die damals noch nicht entwickelte Local Government Area Cockburn City. Diese neue Verlängerung wurde nicht nach Freeway-Standard gebaut, hieß aber dennoch 'Kwinana Freeway'. Dies geschah aus Geldmangel: Man konnte sich den Bau der 5 notwendigen Straßenüberführungen nicht leisten. Südlich der Farrington Road gab es Ampelkreuzungen (komplett mit Verkehrszeichen "Ende des Freeways" und "Beginn des Freeways" an jeder Kreuzung).
Ein fünfter Bauabschnitt wurde 2002 fertiggestellt und beinhaltete:
- einen 12 km langen Straßenabschnitt zur Safety Bay Road südlich von Rockingham
- den Umbau der fünf Ampelkreuzungen aus dem vorhergehenden Abschnitt in höhenfreie Anschlüsse
- den Kwinana Freeway Bus Transitway, bestehend aus:
  - eine zweispurige Busstrecke zwischen dem Esplanade Busport (Busbahnhof von Perth) und dem Canning Highway
  - eine Busspur Richtung Norden zwischen Canning Highway und dem Murdoch Park 'n' Ride und
  - der Canning Bridge Transfer Station, eine Umsteigestelle zwischen den Buslinien am Kwinana Freeway und am Canning Highway.

Am Nachmittag des 13. Mai 2005 brach eine Wasserleitung in der Nähe der Auffahrt an der Mill Point Road Richtung Süden in South Perth. Dies verursachte eine weitgehende Überflutung der gesamten Gegend, unterspülte die Fahrspuren des Freeways Richtung Süden und ließ die Freeway-Auffahrt einstürzen. Die dadurch verursachten Verkehrsstaus in der ganzen Stadt und ihrer Umgebung zogen sich bis in die Nacht hin. Im Durchschnitt dauert daher die Fahrt von der Mill Point Road bis zum Canning Highway die parallel verlaufende Labouchere Road entlang über 2 Stunden.
Mitte 2006 wurde der Bus Transitway geschlossen, um den Bau der Eisenbahnstrecke nach Mandurah zu ermöglichen, die 2007 fertiggestellt wurde. Nach der Aufnahme des Eisenbahnbetriebes wurden die meisten Buslinien am Freeway eingestellt; man behielt aber Busspuren mit Zu- und Abfahrten für die verbleibenden Linien zwischen Stadtzentrum und Canning Highway.

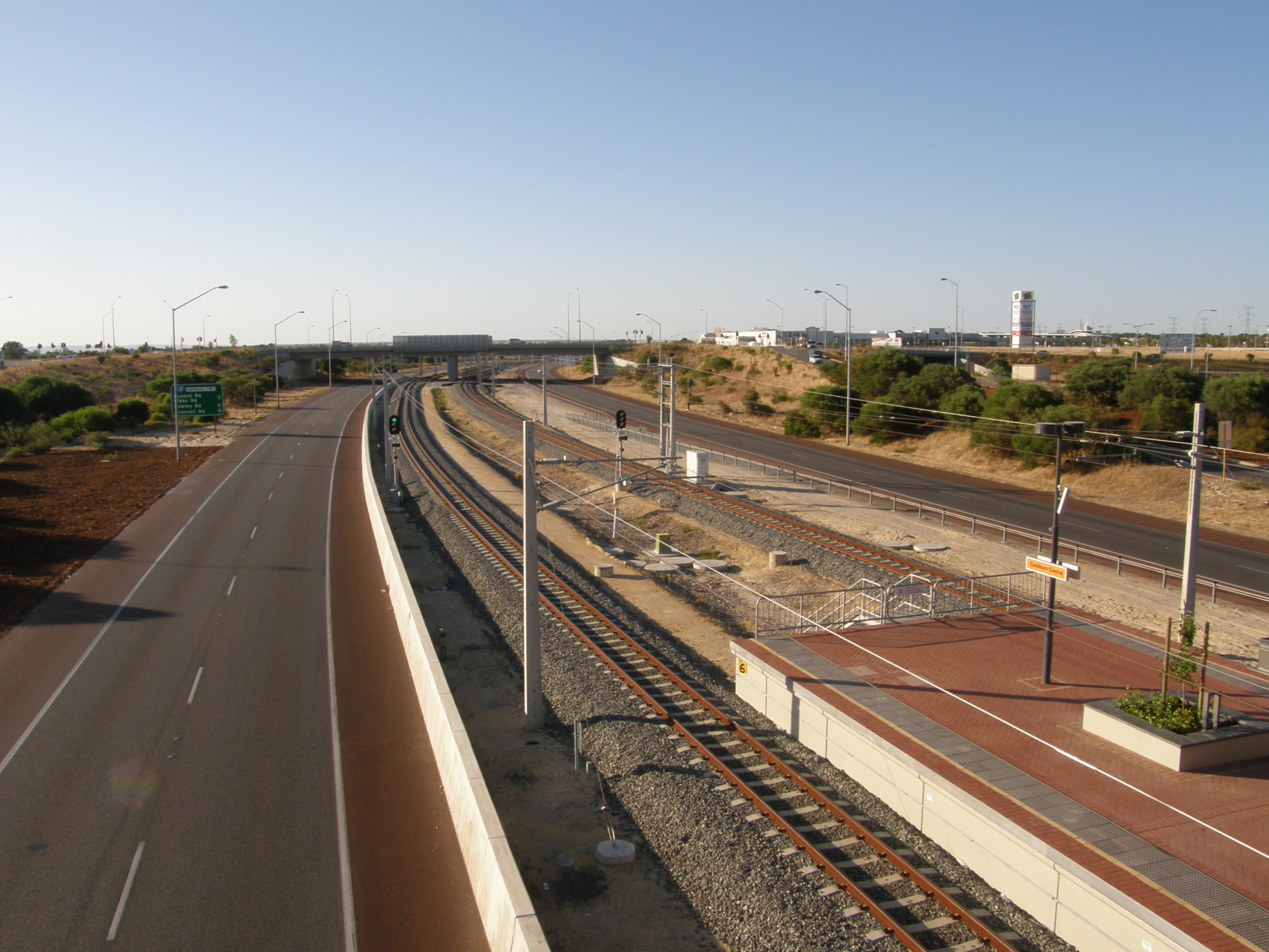
Der Freeway in Cockburn, blick nach Süden

Der Bau einer 32 km langen Fortsetzung nach Süden bis zur Pinjarra Road und dem Murray River in South Yanderup wurde 2009 fertiggestellt. Auch der Forrest Highway südlich der Pinjarra Road, eine 38 km lange Autobahn, die vorher Peel Deviation genannt wurde, entstand in dieser Zeit. Der Forrest Highway leitet den Verkehr im Osten um das Peel-Harvey Estuary herum zum schon länger existierenden Anschluss an den Autobahnabschnitt der Old Coast Road (R1) bei Lake Clifton. Der Highway wurde mit der Intention gebaut, ihn später auf Freeway-Standard zu bringen. Das kombinierte Freeway-Highway-Projekt hieß zunächst New Perth Bunbury Highway, bis die einzelnen Straßen ihre endgültigen Namen erhielten.
Der Freeway und der Highway sollen den Fernverkehr um Mandurah herum leiten und so das Verkehrsaufkommen in der Stadt verringern und die Fahrzeit von Perth nach Bunbury verkürzen, besonders in der Ferienzeit, wenn die Familien in den Südwesten des Staates fahren. Die Verlängerung des Kwinana Freeway und der Forrest Highway wurden am 20. September 2009 eröffnet.

## Weiterer Ausbau
Die Arbeiten zur Verbreiterung des Kwinana Highway zwischen Leach Highway (S7) und Roe Highway (S3) von zwei auf drei Fahrspuren je Richtung begannen Anfang April 2011 und sollten ursprünglich im Dezember 2012 abgeschlossen sein. Das AU-$ 58 Mio.-Projekt soll die zunehmenden Verkehrsstaus in diesem Bereich verringern. Der Abschluss erfolgte nunmehr im Mai 2013, abschließende landschaftspflegerische Arbeiten erfolgten noch bis September 2013.
An der Manning Road (S26) soll eine Zufahrt Richtung Süden gebaut werden, aber derzeit fehlt es an der Finanzierung des Projektes und zwei Wohnblocks müssten abgebrochen werden.

## Ausfahrten und Kreuzungen

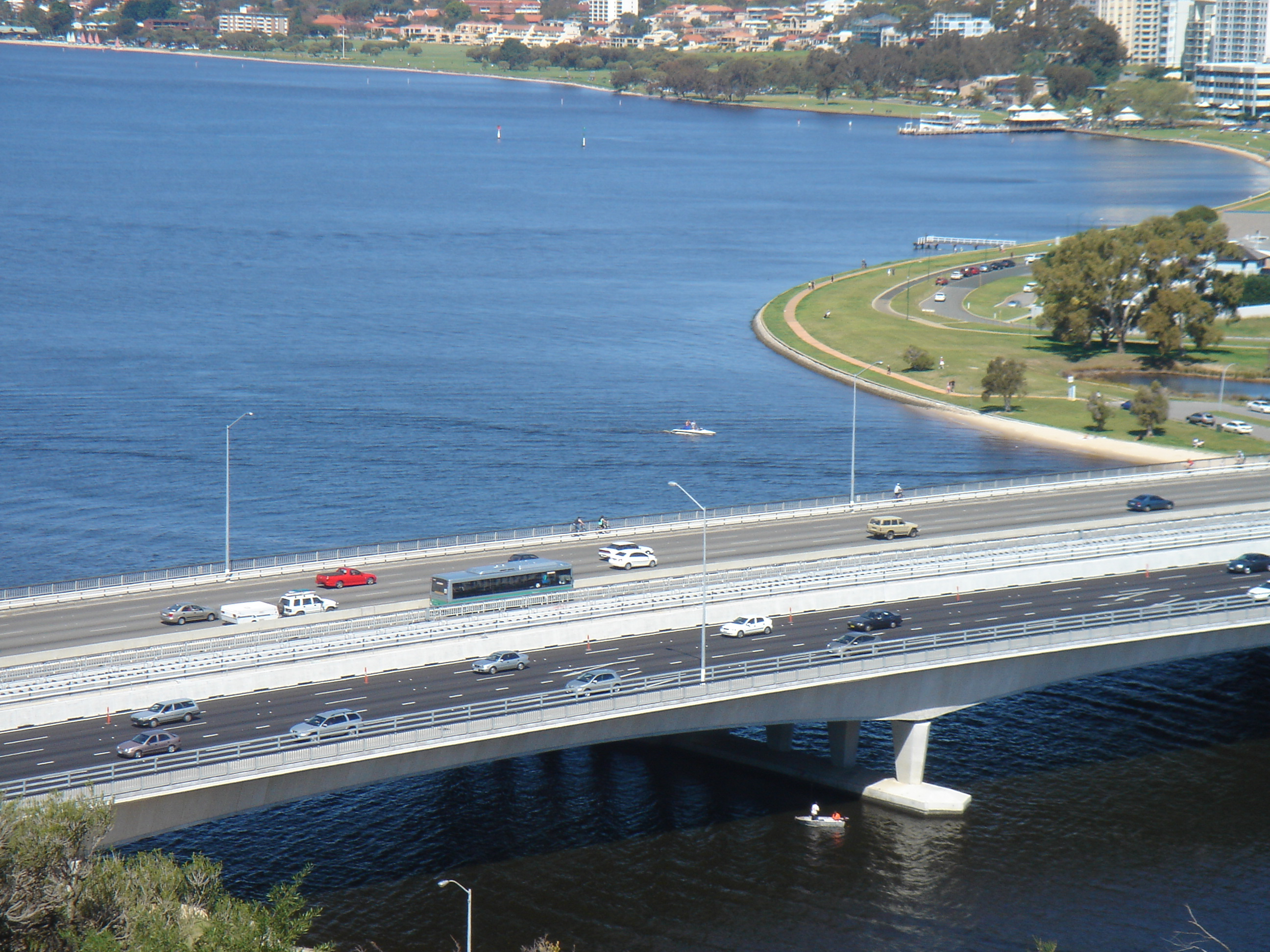
Ein Transperth-Bus auf der Narrows Bridge Richtung Süden

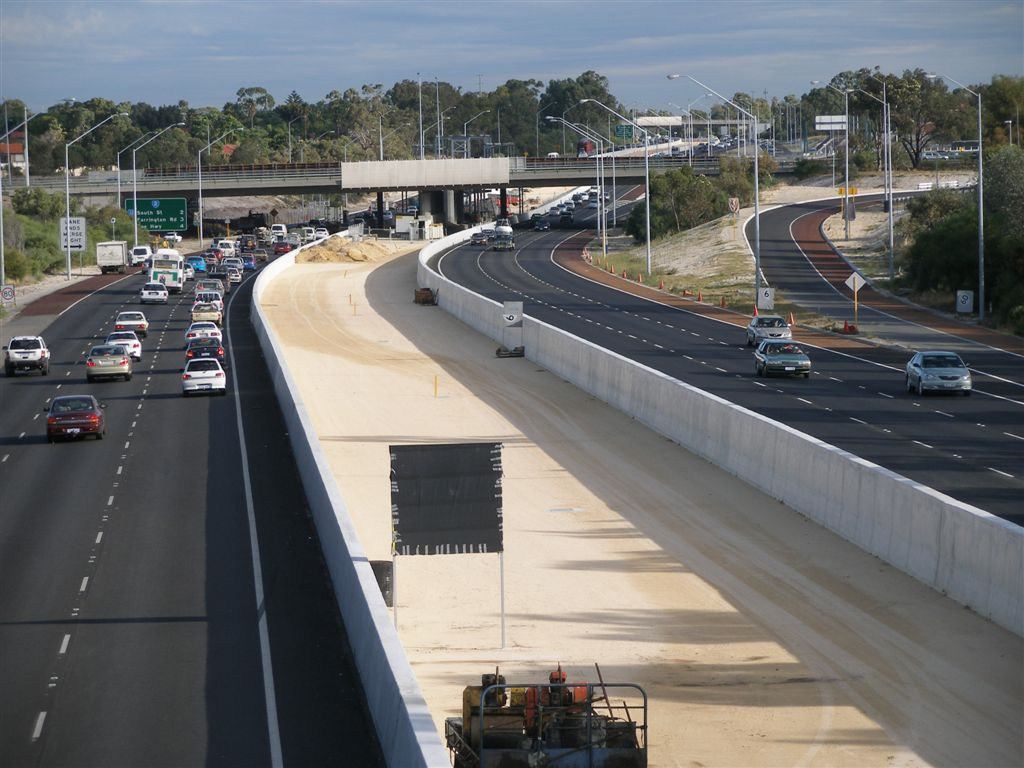
Kwinana Freeway von der Brücke der Cranford Avenue aus. Die Brücke des Leach Highway und der zukünftige Bahnhof Bull Creek sind zu sehen.

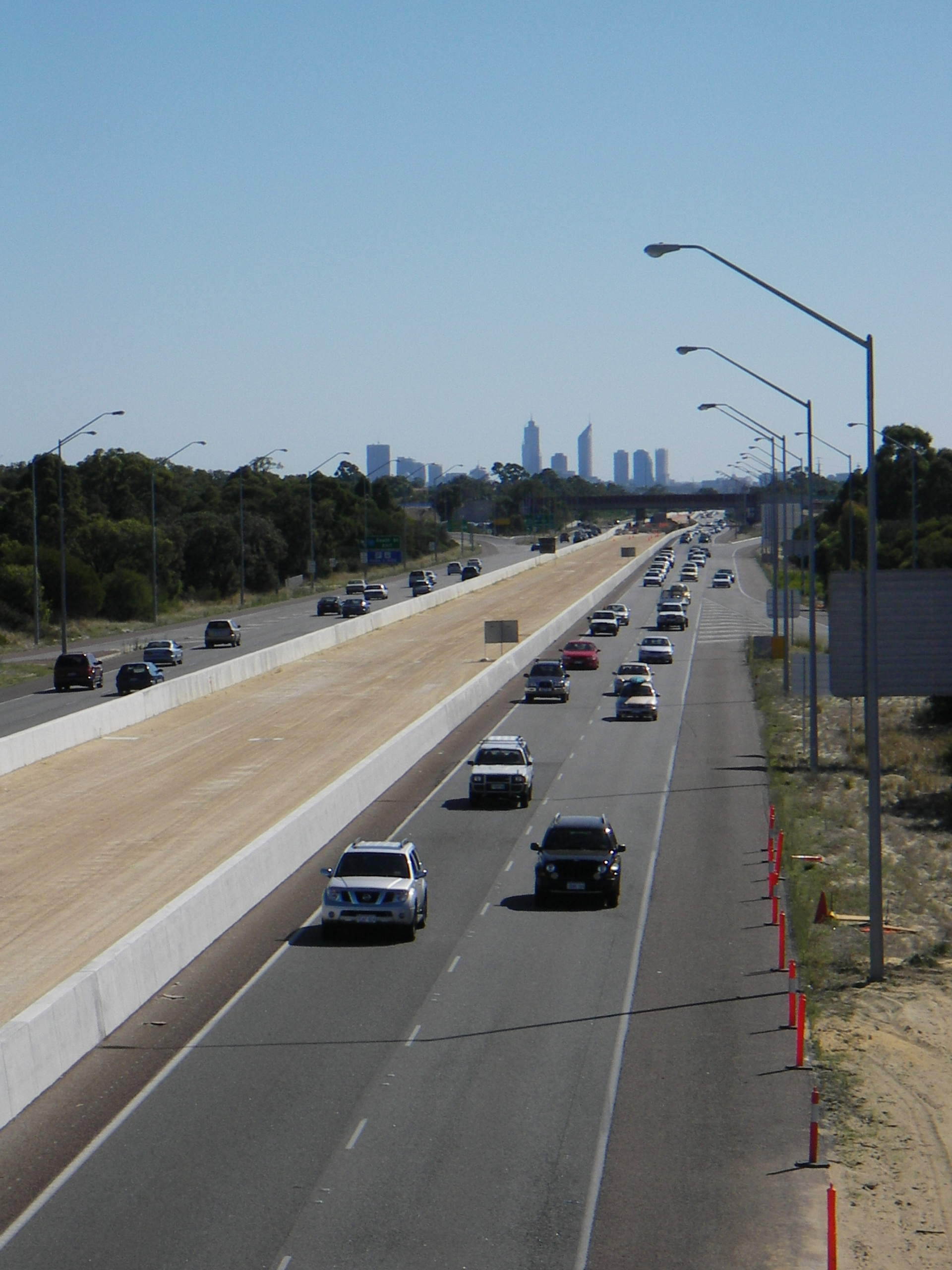
Kwinana Freeway von Leeming bei der Kreuzung Farrington aus. Die Innenstadt von Perth CBD ist im Hintergrund sichtbar

Der Kwinana Freeway beginnt im Norden an der Narrows-Kreuzung mit dem Mitchell Highway. Die Kreuzung befindet sich am nördlichen Ende der Narrows Bridge. Eine 32 km lange Verlängerung des Freeway nach Süden, die im September 2009 eröffnet wurde, führt zum südlichen Ende des Freeways an der Pinjarra Road östlich von Mandurah.
| Local Government Area | Ort(e)                                       | km   | Richtung                                                                        | Bemerkungen |
| --------------------- | -------------------------------------------- | ---- | ------------------------------------------------------------------------------- | --- |
| Perth                 | Perth                                        | 1,8  | Mitchell Freeway Richtung Norden – Stirling, Joondalup                          | Beginn Kwinana Freeway |
| Perth                 | Perth                                        | 1,8  | Narrows Bridge                                                                  | |
| South Perth           | South Perth                                  | 2,2  | Mill Point Road - South Perth                                                   | Ausfahrt nur Richtung Norden |
| South Perth           | South Perth                                  | 2,8  | Mill Point Road über Judd Street - South Perth                                  | Ausfahrt Richtung Norden und Ein-/Ausfahrt Richtung Süden |
| South Perth           | Como                                         | 4,6  | South Terrace                                                                   | Ausfahrt nur Richtung Süden |
| South Perth           | Como                                         | 7,1  | Canning Highway - Victoria Park, Fremantle                                      | Start concurrency with . Verbindung zum Freeway und zur Manning Road. Der Bahnhof Canning Bridge befindet sich hier.                                                      |
| South Perth           | Como                                         | 7,5  | Manning Road – Manning, Curtin University, Cannington                           | Einfahrt Richtung Norden und Ausfahrt Richtung Süden. Verbindet Freeway und Canning Highway.                                                                              |
| South Perth           | Como                                         | 10   | Mount Henry Bridge                                                              | Längste Brücke in Western Australia |
| Melville              | Mount Pleasant, Brentwood                    | 10,8 | Cranford Avenue                                                                 | Einfahrt nur Richtung Süden, Ausfahrt nur Richtung Norden |
| Melville              | Brentwood, Bull Creek, Bateman               | 11,5 | Leach Highway - Booragoon, Fremantle, Riverton, Kewdale                         | Ende . Bahnhof Bull Creek ist hier. |
| Melville              | Bateman, Bull Creek, Leeming, Murdoch        | 13,6 | South Street - Fremantle, Kardinya, Murdoch University, Willetton, Canning Vale | Bahnhof Murdoch ist hier. |
| Melville              | Murdoch, Leeming                             | 15   | Farrington Road - Leeming, North Lake                                           | Einfahrt nur Richtung Norden und Ausfahrt nur Richtung Süden |
| Cockburn              | North Lake, Leeming, Jandakot, Bibra Lake    | 16   | Roe Highway - Canning Vale, Forrestfield, Midland                               | Autobahndreieck |
| Cockburn              | South Lake, Jandakot, Cockburn Central       | 18,5 | Berrigan Drive - South Lake, Jandakot                                           | |
| Cockburn              | Cockburn Central, Jandakot, Atwell, Success  | 20,6 | Armadale Road - Harrisdale, Armadale Beeliar Drive - Yangebup, Beeliar          | Bahnhof Cockburn Central ist hier. |
| Cockburn              | Success, Atwell, Aubin Grove, Hammond Park   | 24   | Russell Road – Henderson Gibbs Road - Banjup                                    | |
| Kwinana               | Hammond Park, Aubin Grove, Wandi, Mandogalup | 26,6 | Rowley Road - Wattleup, Brookdale                                               | |
| Kwinana               | Mandogalup, Wandi, Anketell, The Spectacles  | 29,9 | Anketell Road - Kwinana Beach, Oakford                                          | |
| Kwinana               | The Spectacles, Anketell, Casuarina, Bertram | 32,3 | Thomas Road - Kwinana, Byford                                                   | Die Eisenbahnlinie nach Mandurah unterquert die linken Spuren des Freeways etwa 850 m nördlich des Anschlusses. Der Bahnhof Kwinana liegt 850 m westlich des Anschlusses. |
| Kwinana               | Bertram, Casuarina, Wellard                  | 35   | Mortimer Road - Kwinana (über Bertram Road), Wellard                            | |
| Rockingham            | Baldivis                                     | 39,7 | Mundijong Road - Baldivis, Rockingham (über Kerosene Lane), Mundijong           | |
| Rockingham            | Baldivis                                     | 43,6 | Safety Bay Road - Baldivis, Rockingham Folly Road                               | |
| Rockingham            | Baldivis                                     | 48,8 | Karnup Road - Port Kennedy, Serpentine                                          | |
| Rockingham            | Karnup                                       | 56,2 | Paganoni Road - Karnup, Golden Bay Vine Road                                    | |
| Murray                | Stake Hill                                   |      |                                                                                 | |
| Murray                | Stake Hill                                   | 61,2 | Mandjoogoordap Drive - Mandurah Lymon Road - Stake Hill                         | Hauptverbindung nach Mandurah |
| Murray                | Stake Hill                                   | 65,0 | Brücke über den Serpentine River Waangaamaap Bilya                              | |
| Murray                | Stake Hill                                   | 65,7 | Lakes Road - Greenfields, North Dandalup                                        | |
| Murray                | Nambeelup                                    | 68,2 | Nambeelup Brook Ngaa-bilyaap Bilya                                              | |
| Murray                | Ravenswood                                   | 73,3 | Pinjarra Road - Pinjarra, Mandurah                                              | Halb-Kleeblatt-Anbindung |
| Murray                | Ravenswood                                   | 73,5 | Windich Bridge Bilya Maadjit                                                    | |
| Murray                | Ravenswood                                   | 73,5 | Forrest Highway - Waroona, Australind, Bunbury                                  | Ende Kwinana Freeway |